# O patro výš
O patro výš je americká komedie z roku 1923 režisérů Freda C. Newmeyera a Sama Taylora. Komedie byla čtvrtým filmem Harolda Lloyda. Snaží se v něm zdolat výškovou budovu, vystaven nástrahám a protivenstvím. Díky vhodně voleným úhlům záběrů působí mnohé scény ve filmu hrozivěji než ve skutečnosti. Ve většině záběrů vystupoval Lloyd sám. Dvojníkem se nechával nahradit jen v některých velkých celcích.

## Děj
Hrdinou je maloměšťáček přicházející do New Yorku a píšící v dopisech bývalé nevěstě o svém postupu na společenském žebříčku. Ve skutečnosti ale neslaví ve svém povolání v obchodním domě přílišný úspěch. Rozhodne se vydělat velké peníze a proto přemluví přítele, aby se vyšplhali na obchodní dům, ve kterém pracují. Přítel jej však nechá na holičkách a tak se ocitne sám uprostřed fasády v závratné výšce.